# 칼리 (악마)
칼리 (데바나가리: कलि, IAST: Kali, 두 모음 모두 짧음; 어근 kad에서 유래, '고통받다, 다치게 하다, 깜짝 놀라게 하다, 혼란스럽게 하다')는 칼리 유가, 즉 현재의 도덕적 타락과 힌두교의 무질서 시대를 주관하는 죄악의 의인화이다. 그의 기원과 우주 순환에서의 역할은 마하바라타와 바가바타 푸라나를 포함한 다양한 고대 문헌에 상세히 설명되어 있다.
마하바라타에 따르면, 칼리는 조상 현자 카샤파와 무니의 15번째 아들로 태어난 불길한 데바-간다르바이다. 칼리유가의 주인으로서 칼리는 도박, 음주, 매춘, 살인, 금 등 다섯 가지 영역으로 파리크시트 왕에 의해 제한된 죄악 행위를 조장함으로써 영향력을 행사한다. 그의 이야기는 그가 빙의하여 괴롭혔던 날라와 마하바라타에서 그의 화신으로 여겨지는 두료다나와 얽혀 있다.
후기 푸라나 문헌들은 그의 기원을 재해석하여 그를 더욱 무시무시하고 강력하게 만들었으며, 아다르마(불의), 크로다(분노), 힘사(폭력), 미트야(거짓), 두루크티(중상), 알락슈미(불운)와 같은 사악한 세력의 의인화와 연결시켰다. 칼키 푸라나는 그를 힌두교의 수호신 비슈누의 10번째이자 마지막 아바타라인 칼키의 숙적으로서의 역할에 초점을 맞춘다. 칼리 유가의 종말에, 그는 그의 통치를 끝내고 정의를 회복하며 네 유가의 순환을 다시 시작할 결정적인 전투에서 칼키와 맞설 것이 예언되어 있다.

## 마하바라타
마하바라타에 따르면 칼리는 카샤파와 그의 아내 무니의 15번째 아들로 태어났다. 저명한 현자이자 조상인 카샤파는 16명의 아들을 두었는데, 그중 칼리는 데바-간다르바(천상 음악가와 관련된 신적 존재)로 분류되었다. 그의 형제자매들로는 다른 간다르바들인 비마세나, 우그라세나, 수파르나, 바루나, 드흐리타라슈트라, 고파티, 수바르카스, 사트야바크, 아르카파르나, 프라유타, 비스루타, 시트라라타, 살리시라스, 파르잔야, 나라다가 있었다.

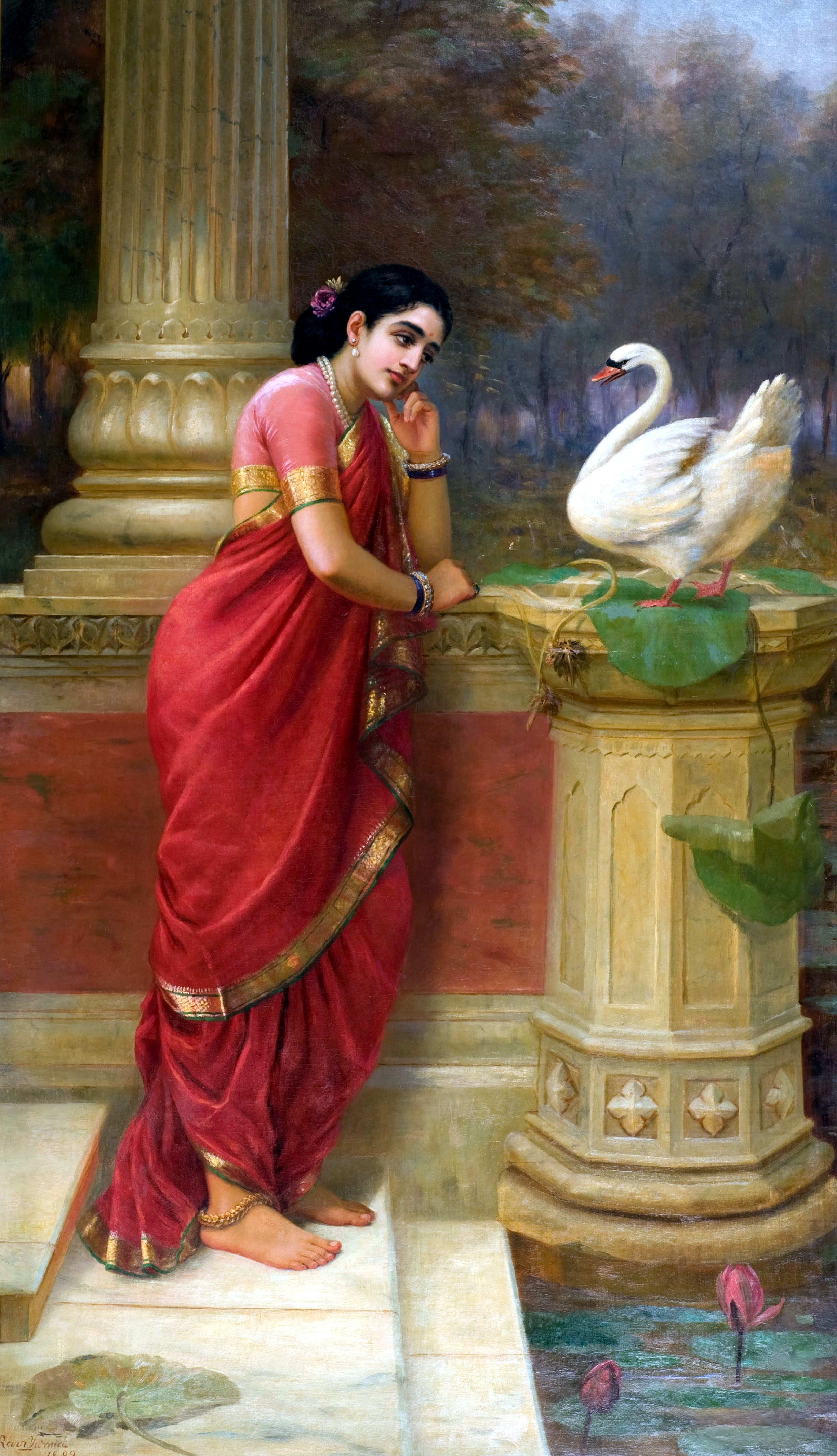
천상의 백조와 이야기하는 다마얀티 공주

간다르바 칼리는 다마얀티 공주의 결혼식에 늦게 도착하여 그녀가 인드라, 아그니, 바루나, 야마라자 신들(그리고 궁극적으로 자신)을 제쳐두고 날라를 남편으로 택했다는 것을 발견하고 질투심을 느꼈다. 분노한 칼리는 드와파라 유가의 의인화인 그의 동반자 드와파라에게 말했다:
오 드와파라여, 나는 내 분노를 억누를 수 없도다. 나는 날라를 소유하고 그의 왕국을 빼앗을 것이며, 그는 더 이상 비마의 딸과 함께 놀지 못할 것이다. 주사위 놀이에 들어가는 너는 나를 도와야 마땅하다.

칼리는 위대한 날라의 니샤다 왕국으로 가서 공격할 적절한 순간을 12년 동안 기다렸다. 날라가 기도 전에 발을 씻지 않아 스스로를 불결하게 만들었기 때문에 칼리는 그의 영혼을 홀릴 수 있었다. 칼리는 푸슈카라 앞에 나타나 그에게 그의 형제와 주사위 놀이를 하자고 제안하며 날라의 몰락을 보장했다. 드와파라는 조작된 게임에 사용될 브리샤 주사위의 형태를 취했다. 칼리는 날라가 지도록 강요했고, 매번 날라는 조언자들과 아내의 반대에도 불구하고 판돈을 더 높이 올렸다. 마침내 날라는 푸슈카라에게 왕국을 잃었다. 그와 다마얀티는 모두 숲으로 추방되었다.

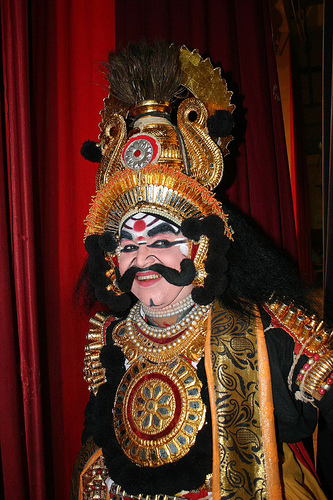
카르나타카주의 약샤가나 민속극에 묘사된 두료다나

그들의 유배 생활 동안 칼리는 날라가 다마얀티를 버리도록 유도했고, 다마얀티는 나중에 남편의 몰락을 야기한 모든 사람들에게 저주를 내렸다. 그녀는 체디 왕국의 공주의 시녀로 잠시 지낸 후 결국 집으로 돌아왔다. 한편 날라는 나가 카르코타카를 불에서 구했다 (그곳에서 그는 나라다 현자의 저주로 고통받고 있었다). 그 안에 있는 악마를 쫓아내려는 의도로, 뱀은 날라를 물어 칼리를 영원히 고문하는 치명적인 독을 주입했다. 그 독은 또한 날라를 바후카라는 추한 난쟁이로 변하게 했다. 그는 나중에 아요디아 (라마야나) 왕 리투파르나의 마부장이 되었는데, 리투파르나는 뛰어난 수학자이자 주사위 놀이의 달인이었다.
몇 년 후, 리투파르나 왕은 바후카에게 기마술 수업을 받는 대가로 주사위를 조종하는 최고의 기술을 공개했다. 이 기술은 칼리의 통제에서 날라를 깨어나게 했고 그로 하여금 (다마얀티의 저주와 카르코타카의 독의 도움으로) 아수라(악마)를 쫓아내게 했다. 그는 입에서 독의 형태로 그를 토해냈다. 날라는 칼리의 떨리는 영혼을 비브히타카 나무에 강제로 넣었다. 그런 다음 그는 나무의 열매를 세고 아내를 찾아 떠났고 나중에 원래의 모습을 되찾았다. 칼리도 그의 거처로 돌아갔다.
칼리는 나중에 100명의 카우라바 형제 중 맏형인 두료다나 왕으로 환생했다. 그의 동반자 드와파라는 그의 삼촌 샤쿠니가 되었다. 두료다나가 태어난 날, 그는 당나귀 같은 비명을 질렀고 집 밖의 당나귀들도 이에 화답했다. 비두라가 사악한 아기를 버리라고 조언했음에도 불구하고, 두료다나의 아버지 드리타라슈트라는 아들에 대한 맹목적인 사랑 때문에 아이를 키웠고 왕으로서의 책임을 간과했다.
칼리 유가가 시작될 무렵, 파리크시트 왕은 숲에서 사냥을 나갔다. 그때 길 한가운데에 칼리가 나타나 그의 왕국에 들어가게 해달라고 요구했고, 왕은 거절했다. 칼리가 계속 요구하자, 파리크시트는 그에게 도박, 음주, 매춘, 동물 도살, 불법적으로 얻은 금 등 다섯 곳에 머물 수 있도록 허락했다. 칼리는 교묘하게 파리크시트의 황금 왕관(이것은 비마가 자라산다를 죽인 후 차지하여 궁전에 보관해 두었던 것인데, 파리크시트는 왕관의 아름다움에 매료되어 그때부터 그것을 쓰고 있었다) 속으로 들어가 그의 생각을 오염시켰다. 파리크시트는 목이 말라 샤미카라는 현자의 오두막으로 들어갔다. 그는 현자가 깊은 명상에 잠겨 있는 것을 발견했다. 그는 현자에게 여러 번 절했지만 아무런 응답이 없었다. 화가 난 그는 죽은 뱀을 집어 현자의 목에 던졌다. 나중에 현자의 아들 슈링인(Shringin)이 이 사건을 듣고 왕이 7일째 되는 날 나가에 물려 죽을 것이라고 저주했다. 이를 들은 왕은 아들 자나메자야에게 왕위를 포기하고 슈크라탈의 반얀나무 아래서 슈카 현자의 강론을 들으며 마지막 7일을 보냈는데, 이것이 바가바타 푸라나로 편찬되었다. 예언대로, 나가라자 탁샤카가 파리크시트를 물었고, 그는 필멸의 육신을 버리고 해탈을 얻었다.

## 푸라나 기록
칼키 푸라나는 그를 그을음 색깔의 거대한 존재로 묘사하며, 큰 혀와 끔찍한 악취를 풍긴다. 태어날 때부터 그는 우파스티(숭배) 뼈를 가지고 있었다. 칼키 푸라나는 이 아수라(악마)가 도박, 술, 매춘, 도살, 그리고 불법적으로 얻은 금을 그의 영구적인 거처로 선택했다고 말한다. 산스크리트-영어 사전은 칼리를 "신화적 존재의 한 종류(간다르바와 관련이 있으며, 일부는 도박을 좋아하는 것으로 추정)"라고 명시한다. 바가바타 푸라나는 칼리가 왕의 옷을 입고 있으며, 개 같은 얼굴, 돌출된 송곳니, 뾰족한 귀, 길고 푸른 덤불 같은 머리카락을 가진 갈색 피부의 아수라(악마)로 묘사하며, 붉은 허리 감개와 황금 장신구를 착용하고 있다고 한다.

### 마르칸데야 푸라나
마르칸데야 푸라나에 따르면, 브라만 프라바라는 날아다닐 수 있게 해주는 마법 연고를 받았다. 그러나 그가 히말라야로 날아갔을 때, 연고가 발바닥에서 씻겨 내려가 아내에게로 돌아갈 수 없게 되었다. 이 시간 동안, 님프 바루티니는 그에게 미쳐 사랑에 빠졌고 브라만에게 영원히 자신과 함께 있어달라고 간청했다. 그러나 결국 그는 그녀를 거절했다. 그는 아그니에게 기도했고 아그니는 그를 안전하게 집으로 돌려보냈다.
간다르바 칼리는 바루티니를 사랑했고 과거에 그녀에게 거절당했다. 그는 그녀가 브라만을 갈망하는 것을 보고 프라바라의 모습을 취하여 궁녀 앞에 나타났다. 그는 그녀를 침실로 이끌고 성교 [삼보가] 동안 눈을 감으라고 말했다. 그들이 사랑을 나눌 때, 바루티니는 그의 몸이 불처럼 뜨거워지는 것을 알아차렸고, 그것이 그의 브라만 영혼이 희생의 불에 깃들었기 때문이라고 믿었다. 절정에 이른 후, 칼리(여전히 프라바라의 모습으로)는 압사라를 떠나 그의 거처로 돌아갔다. 바루티니는 곧 임신했고 9개월 후 브라만과 닮았을 뿐만 아니라 그의 영혼까지도 소유한 인간 아이를 낳았다. 책 <Science in Culture>의 저자들은 이것이 산스크리트어 구절 "그의 정액으로부터, 그리고 그녀의 생각으로부터"의 예시이며, 이는 아이가 그녀가 그의 아이였다고 믿었기 때문에 실제로 프라바라의 아이였다는 의미라고 언급했다.
다른 버전에서는 칼리가 숲에서 (아마도 사랑을 나누는 동안) 그녀가 눈을 감고 있을 때에만 압사라와 결혼할 것이라고 규정한다. 그러나 칼리는 결혼과 아들 스바로키사의 출생 후에 떠난다. 스바로키사는 자라서 베다에 대한 매우 박식한 학자가 되며, 세 아내 중 한 명으로부터 모든 생물의 언어를 말하는 것을 배운다. 그는 나중에 여신과 결혼하여 인류의 조상 중 한 명인 스바로키사 마누의 아버지가 된다.

### 바가바타 푸라나
바가바타 푸라나는 아바타라 크리슈나가 이 세상을 떠난 바로 그날 그 순간, "모든 종류의 불경한 활동을 조장하는" 칼리가 이 세상에 나타났다고 말한다.
세상의 악과 전쟁을 벌이기 위해 군대를 이끌고 떠난 아르주나의 손자인 파리크시트 황제는 왕처럼 옷을 입고 몽둥이로 암소와 황소를 때리고 있는 수드라를 우연히 발견했다. 파리크시트는 즉시 라타를 그곳으로 몰고 가서 신성한 암소와 그 짝을 학대하는 수드라를 격렬하게 꾸짖었다. 그러나 이것은 평범한 수드라도 아니었고, 이 소들도 평범한 소가 아니었다. 왜냐하면 그 수드라는 칼리였고, 암소와 황소는 땅의 여신과 다르마의 화신이었기 때문이다. 황제는 황소가 한쪽 다리로 서 있는 것을 알아차렸는데, 칼리에 의해 다른 세 다리가 부러졌기 때문이었다. 다르마는 그의 네 다리가 "금욕, 청결, 자비, 진실성"을 나타내지만, 칼리에 의해 이전 유가에서 다른 세 다리가 부러졌기 때문에 "진실"이라는 한쪽 다리로만 서 있을 수 있다고 설명했다. 칼리는 다르마의 통치를 지탱하는 모든 다리를 부러뜨려 지구에서 자신의 어두운 통치를 확장하려 했다. 땅의 여신은 한때 풍요로웠지만, 크리슈나가 천국으로 올라갔을 때 그녀는 버려지고 세상의 모든 번영이 사라졌기 때문에 울었다. 그녀는 칼리와 같은 사악한 왕들이 계속해서 지구를 황폐하게 만들까 봐 두려워했다.
파리크시트가 칼리를 죽이기 위해 칼을 들었을 때, 수드라는 왕복을 벗어 던지고 황제의 발아래 엎드렸다. 황제는 칼리가 악으로 세상을 더럽혔기에 세상에 있을 곳이 없음을 알고 다시 칼을 들었다. 그러나 칼리는 다시 간섭하여 황제에게 자신의 목숨을 살려주고 제국 안에 살 곳을 허락해 달라고 간청했다. 파리크시트는 칼리가 "도박장, 술집, 부정한 삶을 사는 남녀, 도살장, 그리고 금"에 살게 될 것이라고 결정했다. 그리고 파리크시트가 인도를 통치하는 동안 칼리는 이 다섯 곳에 머물렀다. 이 행동은 다르마가 그의 다리를 되찾고 지구가 많은 짐을 덜게 했다. 그러나 파리크시트는 나중에 숲에서 사냥을 하다가 죽은 뱀을 무응답 현자의 목에 던진 후 뱀에 물려 죽을 것이라는 저주를 받았다. 황제의 죽음과 함께 "칼리는 들불처럼 다른 곳으로 퍼져나가 전 세계에 걸쳐 자신의 권력을 확립했다."
이야기의 또 다른 버전에서는 파리크시트가 칼리에게 금이 있는 곳이면 어디든지 거주하도록 허락하자, 칼리가 황제의 왕관 속으로 들어간다. 현자를 불쾌하게 만든 후 집으로 돌아온 파리크시트는 혼잣말을 한다. 칼리 유가의 거처는 금에 있다. 이것은 내 머리에 있었고, 그래서 나는 현자의 목에 죽은 뱀을 던지는 그런 사악한 생각을 했다. 그러므로 나는 이제 칼리 유가가 나에게 복수를 했다는 것을 이해한다. 내가 이 심각한 죄에서 어떻게 벗어날 수 있겠는가?

### 바마나 푸라나
바마나 푸라나는 발리의 통치 기간(비슈누가 바마나로 화신하기 전)에는 모든 사람들이 매우 의로웠기 때문에 칼리가 그의 영향력을 잃었다고 말한다. 그는 브라흐마에게 이 사실을 알리고 해결책을 물었다. 그 후 칼리는 비브히타카 숲으로 갔고, 칼리 유가의 몰락 이후 사트야 유가가 시작되었다.

### 칼키 푸라나

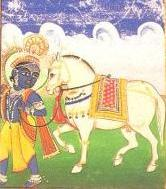
칼키

칼키 푸라나의 시작은 브라흐마, 그의 증조할아버지부터 시작하여 그의 손자들의 탄생으로 끝나는 칼리의 혈통을 설명한다. 그는 유해교반에서 나온 독으로 태어난 것이 아니라, 브라흐마의 등에서 태어난 근친상간적인 괴물들의 오랜 혈통의 산물이다. (아래 가족 혈통 참조) 칼리와 그의 가족은 프라라야 기간이 끝난 후 우주의 해체를 서두르기 위해 브라흐마에 의해 창조되었다. 그의 가족이 지구에서 인간의 형태를 취할 때, 그들은 인간의 마음과 정신을 더욱 오염시켜 드와파라 유가의 끝과 칼리 유가의 시작을 가져온다. 칼리 유가의 첫 단계 동안, 바르나슈라마는 무너지고 인간은 신을 숭배하는 것을 포기한다. 두 번째, 세 번째, 네 번째 단계 내내 인간은 신의 이름을 잊고 더 이상 야즈나(제물)를 데바에게 바치지 않는다. 바로 이 시점에서 비슈누가 칼키로 환생하여 데바와 모든 인류의 이름으로 우주에서 칼리의 어두운 영향력을 제거한다.
나머지 이야기는 칼키의 어린 시절, 불멸의 파라슈라마 밑에서의 군사 훈련과 다르마, 카르마, 아르타 및 가장 오래되고 필요한 지혜에 대한 칼키의 지원, 훈련 및 교육, 군사 및 사회적 관점에서 뿐만 아니라 그의 악과의 싸움에 대한 더 큰 지침으로서의 도움, 지원 및 참여, 그의 결혼, 아수라 칼리와의 전쟁 준비, 그리고 둘 사이의 결정적인 전쟁을 묘사한다. 칼키는 아슈바메다 희생을 행하고 말이 왕국에서 왕국으로 자유롭게 달릴 때 군대를 말 뒤로 이끌면서 캠페인을 시작한다. 어떤 사악한 왕이 말을 막으려 하면 칼키는 그들과 전투를 벌인다. 그들을 물리친 후, 그는 모든 사악한 왕국이 정복될 때까지 말을 계속 따라간다. 칼리가 마침내 칼키의 군대에 맞서자, 그의 온 가족 혈통은 아바타라의 장군들에 의해 전멸되고 그는 다르마와 사트야 유가의 의인화에 의해 입은 상처로 사망하는 것으로 추정된다. 한편 칼키는 어둠의 예술에 능숙한 쌍둥이 악마인 코카와 비코카라는 가장 강력한 아수라의 장군들과 싸우고 동시에 그들을 죽인다.

#### 우유 바다 휘젓기
덜 알려진 마드바 전설에 따르면, 우유 바다를 휘젓는 동안 할라할라라고 알려진 거대한 독이 생성되었는데, 바람의 신인 바유가 그 효능을 줄이기 위해 손으로 문질렀다. 그런 다음 작은 부분은 시바 신에게 주어져 그의 목을 파랗게 만들었다. 나머지는 황금 용기에 모여 바유에 의해 소화되었다. (한 자료에 따르면 그는 바수키 나가의 칼라쿠타 독을 마셨다고 한다. 다른 자료들은 시바 혼자 마셨다고 더 흔히 말한다.) 시바가 삼키지 않은 약간의 독이 칼리의 몸이 되었다. 이 독에서 또한 "뱀, 늑대, 호랑이와 같은 잔인한 존재들"이 나왔다.
나중에 아수라 라후가 비슈누의 모히니 아바타라에 의해 참수되었을 때, 악마의 동맹들이 그녀를 공격했고 칼리를 제외한 모두가 죽었다. 불멸의 존재와 필멸의 존재의 몸에 빙의하는 힘을 가진 그는 인간의 마음속으로 들어가 도피했으며, 그가 빙의한 인간들을 이용하여 의도적으로 왜곡함으로써 원초적인 경전을 부패시키고 광범위한 혼란을 야기했다. 칼리가 "보이지 않고, 상상할 수 없으며, 모든 곳에 존재했기 때문에" 왜곡된 경전에서 비롯된 혼란을 바로잡을 유일한 방법은 신성한 경전을 완전히 새로 쓰는 것이었다. 따라서 비슈누는 비야사로서 지구로 내려와 신성한 경전인 베다를 편찬하고 푸라나를 저술했다.

#### 죽음
칼리는 칼키 푸라나의 3분의 1 지점에서 죽는다. 칼리와 칼키의 군대 간의 결정적인 전투 중에 칼리는 다르마와 사트야 유가의 의인화된 모습과 대결하려 했으나, 압도당하여 전차가 파괴되었기 때문에 당나귀를 타고 도망쳤고, 그의 올빼미-장식된 전쟁기는 전장에서 짓밟혔다. 칼리는 수도 비샤샤의 성채로 후퇴했고, 그곳에서 두 데바와의 전투 중에 몸이 치명적으로 찔리고 불탔다는 것을 발견했다. 그의 피 냄새가 치솟아 대기를 고약한 악취로 가득 채웠다. 다르마와 사트야가 도시로 돌진했을 때, 칼리는 도망치려 했지만, 그의 가족이 파괴된 것을 알았고, 심각한 부상과 함께 "그의 미현년(未顯年)으로 들어갔다". 이것은 그가 죽었다고 믿게 만들 수 있지만, <The Origins of Evil in Hindu Mythology> 책에 있는 칼키 푸라나의 한 버전은 칼리가 죽지 않고, 대신 시간과 공간을 통해 탈출하여 다음 칼파의 칼리 유가에서 살 것이라고 말한다. 저자는 "그러나 데바와 아수라 사이의 대부분의 전투와 달리, 이 명백한 승리는 즉시 약화되는데, 칼리가 '다른 시대'—우리 시대, 또는 다음 칼리 시대—에 다시 나타나기 위해 탈출하기 때문이다."라고 논평한다. 그는 지구에서 인간 형태로 나타날 수 있는 힘을 가졌기 때문에, 죽어가는 육체적 형태를 버리고 영혼으로 탈출할 수 있었다.

### 가족 혈통
칼키 푸라나에서 칼리는 브라흐마의 증손자이다. 그는 크로다(분노)와 그의 누이이자 아내가 된 힘사(폭력)의 아들이다. 그는 담바(허영)와 그의 누이 마야(환상)의 손자이다. 그는 아다르마(부적절)와 그의 아내 미트야(거짓)의 증손자이다. 아다르마는 원래 브라흐마의 등에서 말리나 파타카(매우 어둡고 치명적인 죄악의 대상)로 창조되었다.
칼키 푸라나의 현대 번역가인 B. K. 차투르베디는 각주에서 이 어둡고 죄악적인 대상이 아다르마로 성장하는 것이 "칼리 유가와 그 불쾌한 파생물들의 성장을 전달하는 것 같다"고 말한다.

#### 비슈누 푸라나
칼리의 가족 혈통은 칼키 푸라나의 아버지 푸라나인 비슈누 푸라나에서는 다르게 전해진다.
아다르마(악덕)의 아내인 힘사(폭력)에게서 그는 아들 아니르타(거짓)와 딸 니크리티(부도덕)를 낳았다. 그들은 결혼하여 두 아들 바야(두려움)와 나라카(지옥)를 낳았고, 그들에게는 두 딸 마야(속임수)와 베다나(슬픔)가 쌍둥이로 태어나 그들의 아내가 되었다. 바야와 마야의 아들은 살아있는 존재의 파괴자, 즉 므리튜(죽음)였으며, 두카(고통)는 나라카와 베다나의 자식이었다. 므리튜의 자녀는 비야디(질병), 자라(쇠퇴), 소카(슬픔), 트리슈나(탐욕), 크로다(분노)였다. 이들은 모두 고통을 가하는 자로 불리며 악덕(아다르마)의 자손으로 특징지어진다. 그들은 모두 아내가 없고, 후손이 없으며, 번식할 능력이 없다. 그들은 비슈누의 끔찍한 형상이며, 이 세상의 파괴 원인으로 끊임없이 작용한다. 반대로 다크샤와 다른 리시들, 인류의 연장자들은 끊임없이 그 재생에 영향을 미치려 하며, 마누들과 그들의 아들들, 강력한 힘을 지니고 진리의 길을 걷는 영웅들은 끊임없이 그 보존에 기여한다.
이 버전에서 힘사는 아다르마의 아내가 아니라 그의 손녀이다.

#### 바가바타 푸라나
바가바타 푸라나에 따르면, 아다르마는 므리샤(거짓)의 남편이며, 담바(위선)와 마야(속임수)의 아버지인데, 이들은 니르리티 (고통의 힌두 여신)에게 입양되었다. 그들의 후손 계보도 우리 본문과는 다소 다르지만, 각각의 계보에서 서로 결혼하는 쌍둥이, 즉 로바(탐욕)와 니크리티가 크로다(분노)와 힘사를 낳고, 그들의 자녀는 칼리(사악함)와 두루크티(악한 말)이며, 그들의 자손은 므리튜(죽음)와 비(두려움)이며, 그들의 후손은 니라야(지옥)와 야타나(고문)이다.
이 버전에서 므리샤는 아다르마의 아내이지 힘사나 미트야가 아니다.

#### 링가 푸라나
링가 푸라나는 아다르마를 프라자파티(피조물의 주인) 중 하나로 열거한다.

#### 다르마의 의인화
다르마는 칼리의 주요 적대자 중 하나이므로, 이 의인화된 신이 아수라와 그의 가족에 맞서 세상에 균형을 가져다주는 자손들을 가지고 있다는 점을 주목하는 것이 중요하다. 다음은 비슈누 푸라나에서 발췌한 것이다.
다크샤의 딸들과 다르마의 후손은 다음과 같다: 슈라다에게서 카마(욕망)를 얻었고, 락슈미에게서 다르파(자만심)를 얻었으며, 드리티에게서 니야마(교훈)를 얻었고, 투슈티에게서 산토샤(만족)를 얻었으며, 푸슈티에게서 로바(탐욕)를 얻었고, 메다에게서 스루타(신성한 전통)를 얻었다. 크리야에게서 단다, 나야, 비나야(교정, 정치, 신중)를 얻었으며, 붓디에게서 보다(이해)를 얻었고, 라자에게서 비나야(좋은 행동)를 얻었으며, 바푸에게서 비야바사야(인내심)를 얻었다. 샨티는 셰마(번영)를 낳았고, 싯디는 수카(향락)를 낳았으며, 키르티는 야사스를 낳았다. 이들은 다르마의 아들들이며, 그 중 한 명인 카마는 그의 아내 난디(기쁨)에게서 하르샤(기쁨)를 얻었다.
다시, 바가바타 푸라나는 그의 자녀들의 이름에 대해 다른 설명을 제공한다.
마하바라타에서는 판다바 형제 중 맏이인 유디슈티라가 다르마의 아들이라고 묘사된다.

#### 후손
칼리의 누이이자 아내가 된 두루크티(무고죄)는 그에게 두 자녀를 낳아주었는데, 아들 바야나카(두려움)와 딸 므리튜(죽음)였다. 그의 아들과 딸은 그에게 두 손주를 낳아주었는데, 아들 나라카(지옥)와 딸 야타나(고문)였다. 다시, 여기에 약간의 불일치가 있다. 비슈누 푸라나는 므리튜와 바야나크가 그의 형제자매라고 말한다. 므리튜는 심지어 여성 대신 남성으로 표현되기도 한다.
칼리는 인류의 조상 중 한 명인 스바로키사 마누의 할아버지이다. 앞서 언급했듯이, 칼리는 압사라 바루티니와 스바로키사라는 아들을 낳았다. 스바로키사는 한때 만다라 산으로 여행을 갔다가 아수라에게 쫓기는 저주받은 여인 마노라마를 만났다. 과거에 그녀는 카일라스 산에서 현자가 타파스야 금욕을 수행하는 것을 비웃었고, 아수라에게 붙잡히는 저주를 받았다. 그녀의 친구들인 비바바리와 칼라바티가 그렇게 사소한 죄로 저주를 내린 현자를 꾸짖었을 때, 그는 한 명은 나병환자가 되고 다른 한 명은 질병 보균자가 될 것이라고 저주했다. 마노라마는 강력한 영적 무기를 알고 있었지만, 그것을 사용하는 방법을 몰랐기 때문에 스바로키사에게 가르쳐 주었다. 아수라가 숲에서 뛰쳐나와 여인을 붙잡았을 때, 스바로키사는 그 무기를 불러냈다. 그러나 아수라는 그의 손을 멈추고 자신이 사실 마노라마의 아버지인 인디바라라고 설명했다. 그는 또한 현자의 지식 없이 아유르베다 의학의 비밀을 몰래 얻으려 했기 때문에 브라흐마미트라 현자에게 아수라가 되는 저주를 받았다. 현자는 그 저주가 자신의 딸을 먹으려 할 때 끝날 것이라고 말했다. 그가 원래의 모습을 되찾자, 인디바라는 스바로키사에게 아유르베다 의학을 가르쳤고, 그는 그것을 사용하여 마노라마의 친구들을 치료했다. 그는 나중에 그 세 명과 결혼하여 그들과 세 아들을 낳았다. 그는 비바바리로부터 모든 생물의 언어를 배웠고, 칼라바티로부터 파드미니 비디야를 배웠다.
번성했음에도 불구하고, 스바로키사는 그의 삶에서 불행했고 오리와 사슴이 그의 뒤에서 그에 대해 이야기하는 것을 들을 수 있었다. 어느 날 그는 사냥을 나갔다가 멧돼지를 겨냥했지만, 사슴 한 마리가 개방된 공간으로 와서 대신 자신을 쏘라고 요청했다. 그가 이유를 묻자, 사슴은 자신이 사실 숲의 여신이며 스바로키사와 결혼하고 싶다고 말했다. 그래서 그는 사슴을 안았고 그녀는 아름다운 여인으로 변했다. 함께 그들은 디유티만이라는 아들을 낳았고, 그는 나중에 스바로키사 마누가 되었다.
한 자료에 따르면, "칼리의 아내 알락슈미와 악을 감독하는 그녀의 아들들도 크시라사가라 [우유 바다]에서 나왔다." 알락슈미는 비슈누의 배우자인 락슈미 여신의 연상 쌍둥이 자매이다. 칼키 푸라나가 그의 아내 두루크티가 그의 누이라고 말하므로, 알락슈미는 그와 직접적인 관련이 없기 때문에 두 번째 아내가 될 것이다.
칼리와 알락슈미 사이에는 여러 연관성과 유사점이 있다. 첫째, 알락슈미의 여동생은 비슈누의 배우자이며, 비슈누는 칼키 아바타라를 지구로 보내 칼리를 물리쳤다. 둘째, 전설에 따르면 그녀는 우유 바다 휘젓기, 바수키의 독(바다 휘젓기를 도왔던), 또는 프라자파티의 등에서 태어났다고 한다. 앞서 언급했듯이, 칼리는 바다 휘젓기에서 생성된 할라할라 독 또는 브라흐마의 등에서 만들어진 혈통에서 태어났다고 한다. 셋째, 알락슈미는 올빼미목의 형태로 나타난다. 칼리의 전쟁기의 문장은 올빼미이다. 넷째, 알락슈미가 집에 들어갈 때마다 가족들은 싸우고 서로 등을 돌린다. 칼리와 그의 가족이 지구에 존재하면 인류는 싸우고 서로 등을 돌리게 된다. 마지막으로, 알락슈미는 당나귀를 탄다고 한다. 칼리 또한 칼키 푸라나에서 당나귀를 탄다.

## 현대적 묘사

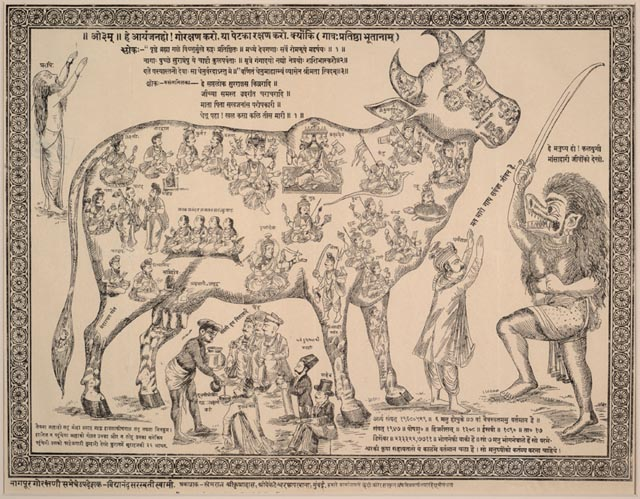
칼리(맨 오른쪽)가 신성한 소를 도살하려는 모습을 보여주는 반쇠고기 섭취 소책자(서기 1890년)

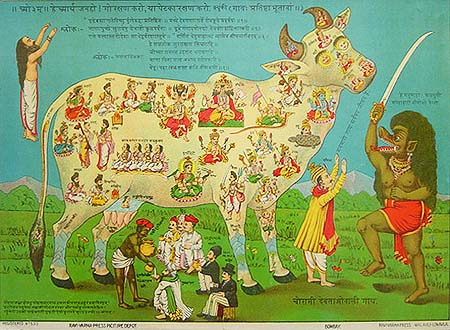
라자 라비 바르마 출판사(약 1912년)가 발행한 컬러 버전

칼리의 이미지는 영국령 인도 제국 시대에 소고기 섭취에 대한 무슬림의 관행에 항의하기 위해 다양한 아고라크샤나사바("소 보호 연맹")와 "방랑하는 금욕주의자"들에 의해 유포된 여러 소책자에 사용되었다. 이 소책자들은 인도의 여러 지역에서 소 도축을 둘러싼 힌두-무슬림 폭동이 발생했던 시기에 제작되었다. 여기에는 아잠가르구 (1893년), 당시 제국 전역에서 유사한 충돌로 총 100명이 사망했다; 아요디아 (1912–1913); 그리고 샤하바드 (1917)가 포함된다. "현재 상태"라는 제목의 한 소책자는 "무슬림" 도축업자 세 명이 소를 도살하는 모습을 보여주었다. 또 다른 소책자는 칼리가 신성한 소의 머리 위로 칼을 들어 올리는 모습을 묘사했는데, 소의 몸은 모든 힌두 신이 거주하는 소우주적 낙원으로 그려져 있었다. 이 버전에는 여러 다른 판본이 있었다. 예를 들어, 한 판본은 "힌두교도"라고 표시된 여성이 소의 송아지가 젖을 빨기를 기다리며 손에 그릇을 들고 서 있는 모습을 보여주었다. 다르마라지("다르마의 지배자")라고 표시된 크리슈나의 한 형태가 소 뒤에 서 있었고, 칼리는 다시 칼로 소를 괴롭혔다. 또 다른 판본은 여성과 송아지를 삭제하고 대신 다르마라지를 소 앞에 묘사하여 "mat maro gay sarv ka jivan hai"("소를 죽이지 마라, 모두가 소에게 의존한다")라고 간청하고, 칼리는 "he manusyaho! Kaliyugi Mansahari jivom ko dekho"("인류여, 칼리 유가의 육식하는 영혼들을 보라")라고 반박했다.
일부 힌두교도들은 그림 속 칼리의 존재를 이슬람 공동체의 표상으로 여겼다. 1893년 이 소책자들 중 한 버전이 한 주 관리의 손에 들어왔을 때, 그는 그 그림이 "칼을 휘두르며 소를 죽이려 하는 무슬림[무슬림]의 모습을 담고 있었다..."고 언급했다. 한 책은 "[데오리아, 우타르프라데시|데오리아]]의 치안판사가 무슬림들이 소를 희생시키는 무슬림의 그림이 유포되고 있다는 소식을 듣고 흥분한 것을 발견했는데, 그들은 이것을 모욕으로 여겼다."고 말한다. 1915년, 라비 바르마 출판사에서 발행된 이 그림의 컬러 버전은 식민지 검열관들의 주목을 받았고, 아마도 어떤 식으로든 검열되었을 것이다.

## 대중문화
날라 다마얀티 (1921): 이 대규모 영화는 나라다의 메루산 등반으로 시작하여 마하바라타의 유명한 에피소드를 묘사한다. 그것은 인드라의 천국인 스바르가, 네 신이 날라 왕의 의인화로 변신하는 구름 속의 모습, 사랑의 백조 사자, 칼리가 뱀으로 변신하는 모습, 그리고 푸른 공기 속에서 칼리와 드바르파, 그리고 네 신의 만남을 보여준다.
칼리 여신과 구별하기 위해 아수라 칼리는 때때로 "칼리푸루샤"(존재로서의 칼리)로 불리는데, 이는 푸루샤 자체가 힌두교에서 특정 용법에서 의도된 의미가 무엇인지도 함께 지시되기 전에는 악명 높게 비합의적인 문구 중 하나이기 때문에 어느 정도 '이해되는' 관례이다.

### 영화
| 영화                        | 연기자                |
| --------------------------- | --------------------- |
| 날라 다마얀티 (1921년 영화) | 코르셰드지 빌리모리아 |
| 날 담얀티 (1988)            | 날린 데이브           |

### 텔레비전
| TV 드라마            | 연기자                                 |
| -------------------- | -------------------------------------- |
| 크리슈나 (TV 시리즈) | 프라모드 카푸르 (칼리 역, 카메오 출연) |
| 나마흐 락슈미 나라얀 | 라비즈 타쿠르 (칼리 역)                |

## 같이 보기
- 적그리스도
- 닷잘